# Шульд
Шульд (нім. Schuld) — громада в Німеччині, розташована в землі Рейнланд-Пфальц. Входить до складу району Арвайлер. Складова частина об'єднання громад Аденау.
Площа — 5,93 км2. Населення становить 660 ос. (станом на 31 грудня 2020).